# Ludolph Conrad Bargum
Ludolph Conrad Hannibal Bargum (28. maj 1802 i Læk – 5. juli 1866 i Slesvig by) var en slesvigsk advokat og politiker.
Bargum var søn af senere sognepræst i Tyrstrup og Hjerndrup Ludolph Conrad Bargum (1777-1832) og Anna Henriette Saxesen (1783-1845), studerede 1823-27 jura i Kiel og ved tyske universiteter, tog oktober 1827 eksamen på Gottorp og blev 1829 advokat og notar i Kiel. Han var medlem af den holstenske stænderforsamling fra 1842. 1843 indgik Bargum med i den kreds, der stiftede Neue Kieler Blätter. I marts 1848 bidrog han til etableringen af den midlertidige regering uden selv at blive medlem af den. Han tilhørte "gammel-slesvigholstenerne" og gjaldt for at have en pragmatisk politisk overbevisning. Efter Treårskrigen var han igen medlem af de holstenske stænder fra 1853, hvor han 1855 var den eneste, der støttede L.N. Scheele over for forsamlingens mistillidserklæring, ligesom han forsvarede ham ved processen for Overappellationsretten. 1856 blev han umiddelbart valgt medlem af Rigsrådet og blev i dette forum en talsmand for forsonlighedspolitikken. På grund af hans holdning over for den danske regering vakte hans udnævnelse til borgmester i Kiel 1862 stærkt postyr. På et offentligt møde frakendte man ham "hans medborgeres tillid og agtelse". 1864 tog han sin afsked. Han blev etatsråd 1862.
Han er begravet på St.-Jürgen-Friedhof i Kiel. Akvarel i familieeje.